# Соулс, Пи Джей
Паме́ла Джейн «Пи Джей» Со́улс (англ. Pamela Jayne «P.J.» Soles), в девичестве — Хердон (англ. Hardon; 17 июля 1950, Франкфурт-на-Майне, ФРГ) — американская актриса, кинопродюсер и фотограф.

## Биография
Памела Джейн Хердон (более известная как Пи Джей Соулс) родилась во Франкфурте-на-Майне (ФРГ) в семье голландца и американки. В связи с тем, что отец Пи Джей работал в международной страховой компании, семья жила по всему миру. Соулс жила в Касабланке, Марокко, Маракайбо, Венесуэле, где научилась бегло говорить по-испански, а затем в Брюсселе (Бельгия), где она пошла в Международную школу. Обучаясь в колледже Бриарклифф, она мечтала стать первой женщиной-послом в Советском Союзе. Цель карьеры изменилась, когда она посетила актёрскую студию в Нью-Йорке.
Пи Джей дебютировала в кино в 1973 году, сыграв роль в телесериале «Любовь — самая великолепная вещь на свете». Всего Соулс сыграла в 59-ти фильмах и телесериалах.
В 1988 году Пи Джей дебютировала в качестве продюсера с фильмом «Б.О.Р.Н.», в котором она также сыграла роль Лиз.

## Личная жизнь
В 1971—1975 годах Пи Джей была замужем за музыкантом Джеем Стивеном Соулсом.
В 1978—1983 годах Пи Джей была замужем за актёром Деннисом Куэйдом (род.1954).
В 1983—1998 годах Пи Джей была замужем за пилотом Скипом Холмом (род.1944). У бывших супругов есть двое детей — сын Джеффри Скай Холм (род.1983) и дочь Эшли Брук Холм (род.1988).

## Избранная фильмография
актриса
| Год  |    | Русское название                          | Оригинальное название           | Роль                     |
| ---- | -- | ----------------------------------------- | ------------------------------- | ------------------------ |
| 1973 | с  | Любовь — самая великолепная вещь на свете | Love Is a Many Splendored Thing | имя персонажа неизвестно |
| 1976 | ф  | Кэрри                                     | Carrie                          | Норма Уотсон             |
| 1976 | тф | Под колпаком                              | The Boy in the Plastic Bubble   | Дебора                   |
| 1978 | ф  | Хэллоуин                                  | Halloween                       | Линда ван дер Клок       |
| 1979 | ф  | Уходя в отрыв                             | Breaking Away                   | Сьюзи                    |
| 1979 | ф  | Школа рок-н-ролла                         | Rock 'n' Roll High School       | Рифф Рэнделл             |
| 1980 | ф  | Рядовой Бенджамин                         | Private Benjamin                | рядовая Ванда Уинтер     |
| 1981 | ф  | Добровольцы поневоле                      | Stripes                         | Стелла                   |
| 1984 | с  | Весёлая компания                          | Cheers                          | Джули                    |
| 1984 | с  | Воздушный волк                            | Airwolf                         | Элли                     |
| 1985 | ф  | Сладкие грёзы                             | Sweet Dreams                    | Ванда                    |
| 1986 | с  | Рыцарь дорог                              | Knight Rider                    | Эллен Уитби              |
| 1988 | ф  | Б.О.Р.Н.                                  | B.O.R.N.                        | Лиз                      |
| 1990 | ф  | Враждебный пришелец                       | Alienator                       | Тара                     |
| 1997 | ф  | Дядя Сэм                                  | Uncle Sam                       | Мэдж Кронин              |
| 1999 | ф  | Королевы убийства                         | Jawbreaker                      | миссис Парр              |
| 2005 | ф  | Изгнанные дьяволом                        | The Devil's Rejects             | Сьюзан                   |
| 2008 | ф  | Один в темноте 2                          | Alone in the Dark II            | Марта                    |

продюсер
- 1988 — «Б.О.Р.Н.»/B.O.R.N.